# Geodetisch coördinatensysteem
Een geodetisch coördinatensysteem is een coördinatensysteem zoals dat in de geodesie (landmeetkunde) gedefinieerd wordt. Uit praktische overwegingen en om historische redenen bestaan er veel verschillende lokale, regionale en wereldwijde coördinatensystemen. Deze coördinatensystemen worden ook veelvuldig buiten de geodesie gebruikt. Bij toepassingen die een minder hoge precisie vereisen, kunnen sommige coördinatensystemen die geodetisch gezien verschillend zijn, als gelijk behandeld worden.
In Nederland is het meest gebruikte coördinatenstelsel het stelsel van de rijksdriehoeksmeting (RD), dat gekoppeld is aan het Europese ETRS89, dat weer gekoppeld is aan het wereldwijde ITRS. In België bestaat een gelijkaardig systeem, dat gekend is als Lambert 2008 en dat op gelijkaardige manier internationaal verankerd is. 

## Onderdelen (2D en 3D)
Een geodetisch coördinatensysteem bestaat uit een, meerdere of alle onderstaande onderdelen:

### Geodetisch datum
Een geodetisch datum legt de positie, oriëntering en schaal van het coördinatensysteem ten opzichte van de Aarde vast. Dit wordt gedefinieerd met de zeven parameters van een gelijkvormigheidstransformatie naar (en/of van) een ander coördinatensysteem. Door plaattektoniek is het soms nodig voor iedere parameter de verandering per jaar te specificeren. Dit geeft veertien parameters voor een referentietijdstip. Wanneer uit numerieke overwegingen niet het middelpunt van de Aarde als rotatiepunt gebruikt wordt, geeft dit drie extra parameters, namelijk de coördinaten van het rotatiepunt. Het geodetisch datum van een coördinatensysteem heeft vaak geen echte eigen naam. Als naam wordt daarom wel de naam van het coördinatensysteem zelf, de referentie-ellipsoïde, het centraal (kaartprojectie-)punt of iets anders kenmerkends gebruikt.

### Referentie-ellipsoïde
Een referentie-ellipsoïde beschrijft de vorm en grootte (van het wiskundig model) van de Aarde. Deze wordt gedefinieerd met twee parameters, die een ellipsoïde definiëren. Referentie-ellipsoïdes met gebruikelijke keuzes voor deze parameters hebben een naam, bijvoorbeeld die van de wetenschapper die de waarden van de parameters vastgesteld heeft, of de naam van het coördinatensysteem waarvoor deze gebruikt wordt.

### Kaartprojectie
Een kaartprojectie is een manier waarop (een deel van) het gekromde aardoppervlak op een 2D kaart geprojecteerd wordt. Het gaat hier om een wiskundige projectie met een schaal die bij benadering zo goed mogelijk 1:1 is. De Cartesische coördinaten in meters op deze 2D kaart worden gebruikt als coördinaten voor het betreffende deel van het aardoppervlak.
Projecteren kan op vele manieren. Gebruikelijke methoden hebben een naam, bijvoorbeeld van de wetenschapper die de kaartprojectie ontwikkeld heeft. Afhankelijk van de projectiemethode, parameterwaarden en het toepassingsgebied levert dit kleine of grotere vervormingen op. In West-Europa is de conforme kegelprojectie van Lambert populair voor nationale cartografie. 

##### Parameterwaarden
Bij de meeste kaartprojecties zijn er enkele parameters die afhankelijk van het af te beelden gebied anders kunnen zijn. De keuze van de waarden van deze parameters hebben meestal geen naam. Ter identificatie kan de combinatie van de naam van de kaartprojectie en het coördinatensysteem gebruikt worden.

### Realisatie
De in het terrein gemarkeerde referentiepunten met hun vastgestelde coördinaten geven de de facto definitie van het coördinatensysteem. Bij het precieze wereldwijde coördinatensysteem ITRS krijgt de realisatie een naam waarbij de S van systeem vervangen wordt voor de F van frame (bijvoorbeeld ITRF2000). Bij andere coördinatensystemen heeft de realisatie meestal geen eigen naam.

#### Model voor historische vervormingen
Door de beperkte precisie van de meettechnieken ten tijde van de definitie van een coördinatensysteem zitten er altijd kleine fouten in de realisatie van het coördinatensysteem. Na verloop van tijd geven die lokale systematische afwijkingen. Deze afwijkingen of vervorming van het coördinatensysteem wordt soms geformaliseerd in een wiskundig model dat de vervormingen beschrijft. Zo'n model wordt in veel gevallen gedefinieerd door een regelmatig raster van correctiewaarden (correctiegrid) en een interpolatiemethode. De interpolatiemethode heeft meestal een naam, het correctiegrid is specifiek voor het coördinatensysteem en heeft daarom meestal geen eigen naam. Ter identificatie kan de naam van het digitale bestand van het correctiegrid gebruikt worden.

### Notatiewijze
Coördinaten kunnen op verschillende manieren genoteerd worden, waarbij per coördinaatsysteem andere gewoontes gebruikelijk kunnen zijn. 

#### Coördinatenstelsel
Het coördinatenstelsel is de keuze voor cartesische coördinaten of geografische coördinaten. 
Geprojecteerde coördinaten zijn altijd cartesisch (x, y), wat op papieren kaarten een vierkant kilometerrooster geeft. Ongeprojecteerde cartesische coördinaten worden alleen voor berekeningen gebruikt.
Voor ongeprojecteerde coördinaten zijn geografische coördinaten (bij benadering bolcoördinaten) gebruikelijk. In dit stelsel, dat vanouds in de zeevaart in gebruik is, wordt een locatie in booggraden uitgedrukt en een hoogte in meters boven de ellipsoïde. Een graad wordt traditioneel onderverdeeld in 60 boogminuten, een boogminuut in 60 boogseconden, waarvan desgewenst nog decimalen achter de komma genoteerd kunnen worden. Decimale notatie van de boogminuten en het gebruik van decimalen booggraden komen ook voor.  

#### Conventies
Voorbeelden van verschillende conventies zijn de volgorde waarin de x-, y- en z-coördinaten genoteerd worden (bijvoorbeeld x, y, z of northing, easting, up), de eenheden (bijvoorbeeld meters, kilometers, voeten, decimale graden, graden-minuten-seconden), de positieve richting van de coördinaatassen (bijvoorbeeld oost of west positief).

## Hoogte

### Ellipsoïdische hoogte
De hoogte boven de ellipsoïde is een consistent onderdeel van 3D ellipsoïdische coördinaten, maar deze puur geometrische hoogte heeft geen fysische betekenis. Water kan van een punt met lage hoogte naar een punt met een hogere ellipsoïdische hoogte stromen.

### Fysische hoogte
Hoogte zoals uit waterpassing verkregen wordt is wel bruikbaar voor waterhuishouding. Hierbij is echter niet een ellipsoïde, maar een geoïde het referentievlak. 

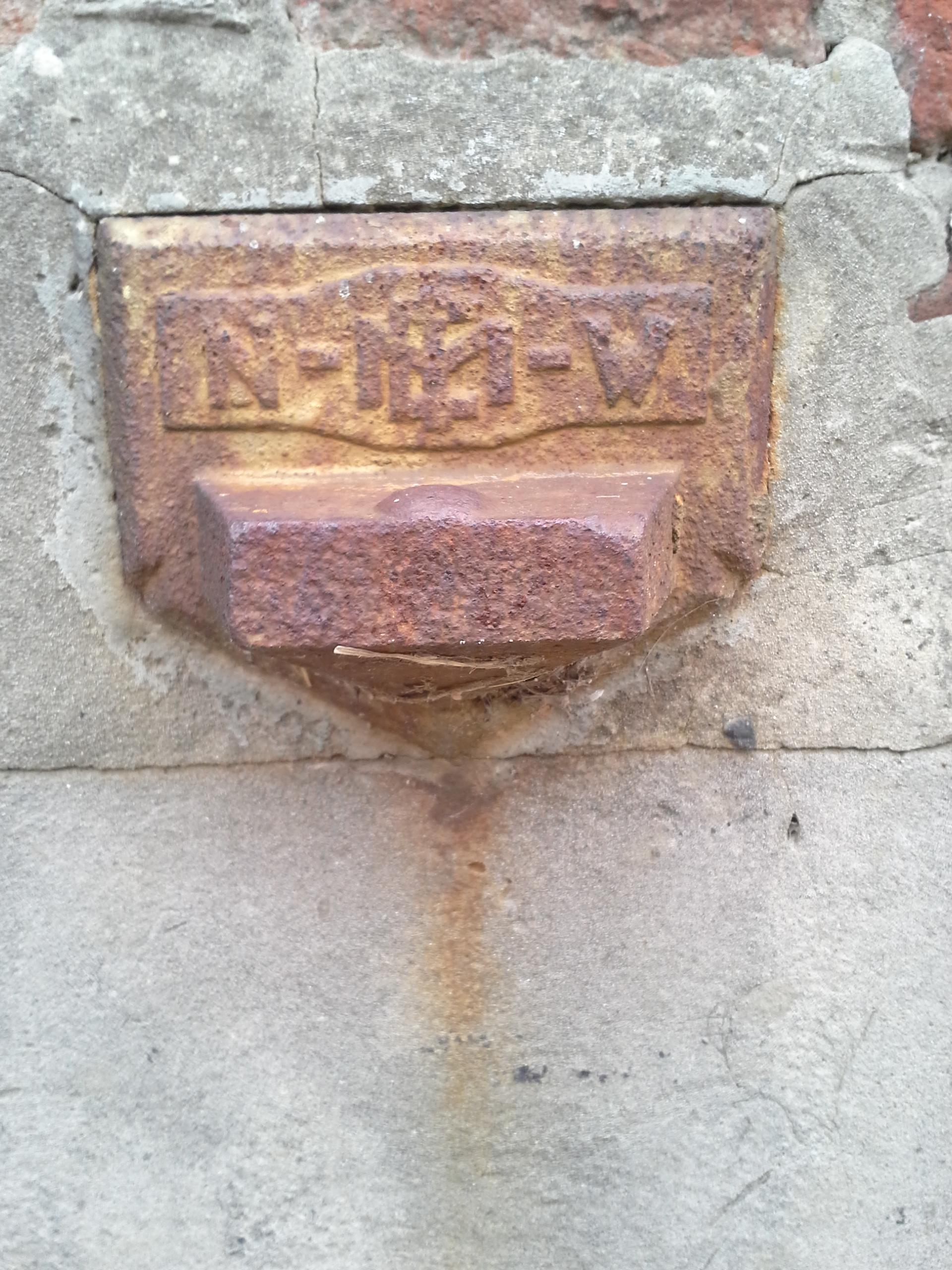
Geodetisch referentiepunt voor waterpashoogte in België

## Voorbeelden

### Nederlands Stelsel van de Rijksdriehoeksmeting
Het Nederlandse coördinatensysteem RD heeft een geodetisch datum dat soms RD Bessel of kortweg Bessel genoemd wordt en gedefinieerd wordt door de parameters van RDNAPTRANS. De gebruikte referentie-ellipsoïde is de ellipsoïde van Bessel (1841). De kaartprojectie van RD is de Stereografische dubbelprojectie met als parameters o.a. de coördinaten van de kerktoren van Amersfoort en een schaalfactor die is afgestemd op de afmetingen van Nederland. Sinds 2000 is er een correctiegrid beschikbaar waarmee sinds 2018 met behulp van bi-lineare interpolatie op ieder punt binnen het grid een correctie bepaald kan worden. De realisatie van RD wordt gevormd door de traditionele RD-punten zoals kerktorens, de voor GPS geschikte kernnetpunten en gecertificeerde GPS-referentiestations. Het is gebruikelijk om bij RD-coördinaten eerst de x- en dan de y-coördinaat te noteren in meters of kilometers met een komma als decimaalscheidingsteken.
Voor de fysische hoogte wordt Normaal Amsterdams Peil gebruikt.

### Belgisch Lambertcoördinatensysteem
In België bestaat het Lambertcoördinatensysteem zoals gedefinieerd door het NGI.
Voor de fysische hoogte wordt de Tweede Algemene Waterpassing gebruikt.

### WGS84-met-UTM-coördinatensysteem
De universele transversale mercatorprojectie (UTM) is een projectie waarbij de aarde (afgezien van de poolgebieden) in 60 smalle stroken (zones) verdeeld is en voor elke strook is een transversale mercatorprojectie toegepast is. Tegenwoordig wordt de UTM-projectie meestal gebruikt voor (niet nader gespecificeerde realisaties van) WGS84 (datum en ellipsoïde). De UTM-projectie wordt echter ook gebruikt in combinatie met andere datums en ellipsoïdes. Het vermelden van WGS84 is dus op zijn minst noodzakelijk om van een geodetisch coördinatensysteem te kunnen spreken.